# HPS Helsinki
Helsingin Palloseura is een Finse sportclub uit de hoofdstad Helsinki. Gewoonlijk gebruikt men de afkorting HPS. De club werd in 1917 opgericht. De voetbalafdeling is het bekendst, maar er wordt ook basketbal, handbal en ijshockey beoefend. Vanwege de groene kleuren wordt de club ook wel Groene rangers genoemd. 

## Geschiedenis
HPS werd negen keer landskampioen en was vooral succesvol in de begindagen van het Finse voetbal. In 1964 degradeerde de club uit de Mestaruussarja (huidige Veikkausliiga) waar men in totaal 22 seizoenen speelde. Daarna kon HPS niet meer terugkeren naar het hoogste niveau. Er werden ook 18 seizoenen in de Suomensarja (huidige Ykkönen) gespeeld. Tegenwoordig speelt de club in de lagere klassen.
In 1999 werd HPS teruggezet naar het laagste niveau vanwege financiële problemen. Het lukte wel weer om binnen de voetbalpiramide op te klimmen, maar in het profvoetbal kwam men niet meer uit. 

## Erelijst
- Landskampioen

1921, 1922, 1926, 1927, 1929, 1932, 1934, 1935, 1957
- Beker van Finland

Winnaar: 1962
Finalist: 1955

## HPS in Europa
#R = #ronde, 1/8 = achtste finale, T/U = Thuis/Uit, W = Wedstrijd, PUC = punten UEFA coëfficiënten .
Uitslagen vanuit gezichtspunt HPS
| Seizoen | Competitie   | Ronde | Land               | Club              | Totaalscore | 1e W    | 2e W    | PUC |
| ------- | ------------ | ----- | ------------------ | ----------------- | ----------- | ------- | ------- | --- |
| 1958/59 | Europacup I  | 1/8   | Vlag van Frankrijk | Stade de Reims    | 0-7         | 0-4 (U) | 0-3 (T) | 0.0 |
| 1963/64 | Europacup II | 1R    | Vlag van Tsjechië  | Slovan Bratislava | 2-12        | 1-4 (T) | 1-8 (U) | 0.0 |

Zie ook: Deelnemers UEFA-toernooien Finland

## Bekende (oud-)spelers
- William Kanerva
- Pentti Larvo